# Памук (род)
Вижте пояснителната страница за други значения на Памук.
Памукът (Gossypium) е род покритосеменни растения от семейство Слезови (Malvaceae). Той е основното естествено влакно, използвано от съвременните хора. Някои видове се използват в земеделието като влакнодайна култура.

## Разпространение
Видът е разпространен в тропическите и субтропичните райони на Стария и Новия свят.

## Класификация
Родът включва около 50 вида, което го прави най-големият род в трибът Gossypieae и продължават да се откриват нови видове.
Следват някои от по-важните видове на род Памук:
Род Памук
- Подрод Gossypium
  - Вид Gossypium arboreum L.
  - Вид Gossypium herbaceum L.
- Подрод Houzingenia
  - Вид Gossypium raimondii Ulbr.
  - Вид Gossypium thurberi Tod.
- Подрод Karpas
  - Вид Gossypium barbadense
  - Вид Gossypium darwinii G. Watt
  - Вид Gossypium hirsutum L.
  - Вид Gossypium mustelinum Miers ex G. Watt
  - Вид Gossypium tomentosum Nutt. ex Seem
- Подрод Sturtia
  - Вид Gossypium australe F. Muell
  - Вид Gossypium sturtianum J.H. Willis[2][3]